# Quercus peninsularis
Quercus peninsularis (лат.) — кустарник или небольшое дерево, субтропический вид рода Дуб (Quercus) семейства Буковые (Fagaceae). Эндемик Нижней Калифорнии (Мексика).

## Ботаническое описание
Quercus peninsularis — кустарник или небольшое дерево, растущее как дерево от 4 до 10 м высотой. Кустарниковая форма высотой 1-4 м. Листья 5-8 см плоские кожистые и волосатые, с заострёнными кончиками и 2-5 парами зубчиков по краю листа. Цветок — серёжка длиной 3 см. Плод — жёлудь длиной 1,5 см, без плодоножки яйцевидный с волосатой чашечкой, созревает через год после опыления. Зрелая кора красноватого цвета; молодые веточки тонкие и волосатые.

## Таксономия
Вид впервые описан американским ботаником и микологом Уильямом Трелисом в 1924 году

## Распространение и местообитание
Ареал дуба Q. peninsularis ограничен горами Сьерра-де-Хуарес в Нижней Калифорнии в Мексике. Произрастает в горных долинах и каньонах до 3000 м над уровнем моря. Схожие виды: Q.cedrosensis, Q. chrysolepis и Q. agrifolia.

## Охранный статус
Охранный статус Quercus peninsularis неопределён из-за ограниченной информации.

## Культивирование
Q. peninsularis как небольшой вечнозелёный многоствольный дуб с красивыми, эллиптическими листьями и красивой формой кроны в основном выращивают в южной Калифорнии. Дерево славится своими «сладкими» желудями, которые нуждаются лишь в небольшой обработке, чтобы сделать их съедобными.